# Kawasaki Ninja ZX-7R

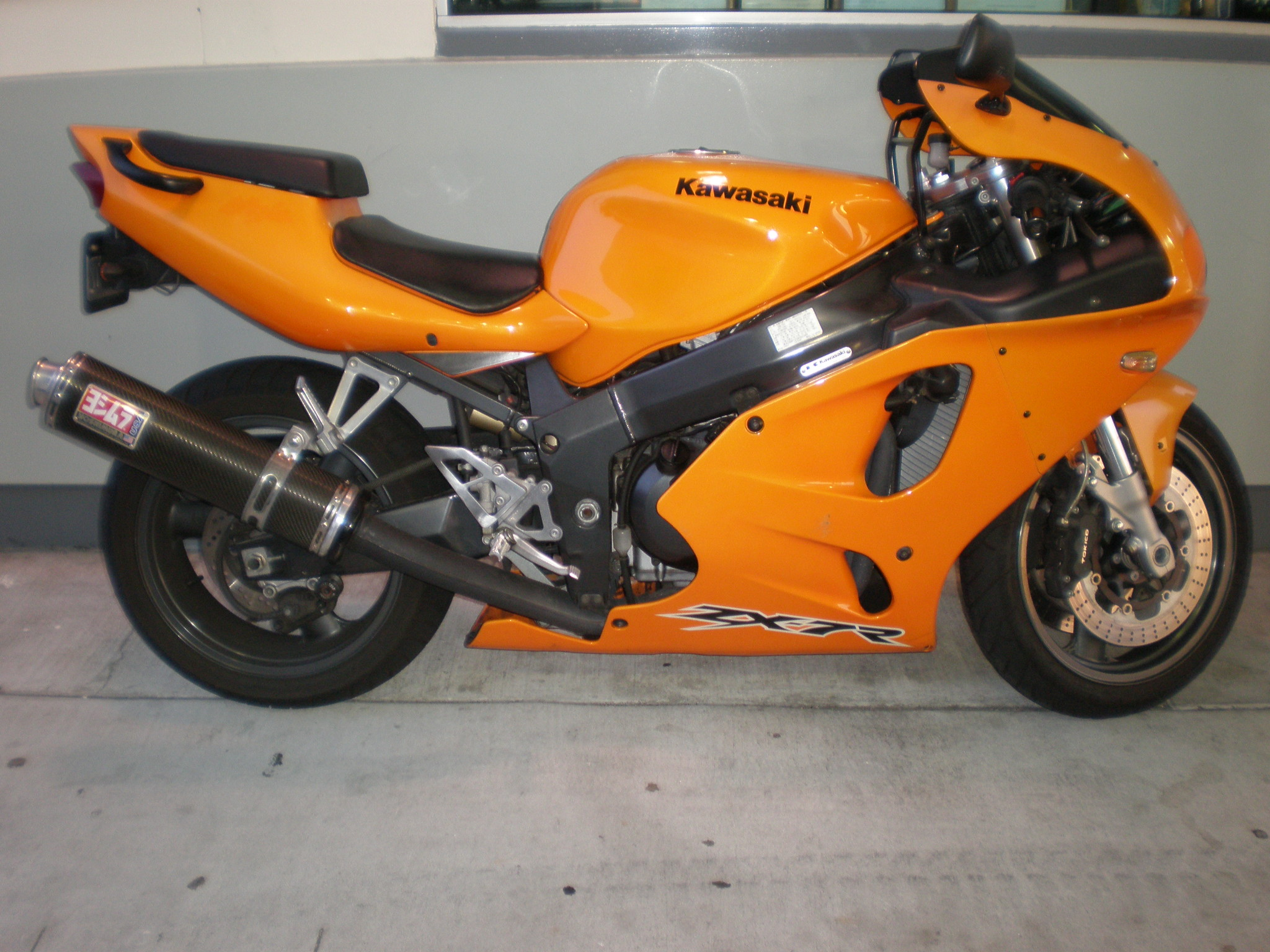
Een Kawasakí ZX-7R Ninja

De Kawasakí ZX-7R Ninja is een van de vele modellen van de Japanse motorfietsfabrikant Kawasaki.
De serie supersport motorfietsen van Kawasaki bestaat naast de ZX-7R ook uit de ZX-6R, ZX-6RR, ZX-9R, ZX-10R en ZX-12R. Het getal in de type aanduiding staat voor de cilinder inhoud. De ZX-7R kwam 1996 in productie. In 2003 verviel het model, mede door de invoering van de ZX-10R.
De ZX-7R werd altijd door Kawasaki ingezet in het Superbike-kampioenschap, een prestigieuze klasse. Na het jaar 2000 had de ZX-7R al vier jaar geen motorische of technische ingreep gehad waardoor hij ietwat verouderde. Ook het hoge gewicht speelde parten bij de verkoop. Hierdoor werd de ZX-7R een echte liefhebbersmotor.